# Église Saint-Germain de Cagny
Pour les articles homonymes, voir Église Saint-Germain.
L'église Saint-Germain est une église catholique située à Cagny, dans le département du Calvados, en France.

## Localisation
L'église est située dans le département du Calvados, dans le bourg de Cagny.

## Historique
La nef a été détruite par les bombardements de 1944 et a fait l'objet d'une reconstruction moderne. Le chœur et le clocher en bâtière, initialement médian, ont été préservés.
Le chœur est classé au titre des monuments historiques depuis le 22 octobre 1913.